# 제3견지함대
제3견지함대(일본어: 第三遣支艦隊 다이산켄시칸타이[*], 영어: 3rd China Expeditionary Fleet)는 일본 제국 해군 지나방면함대의 서수 함대이다. 칭다오를 중심으로 화베이 지방과 맞닿아 있는 보하이해를 초계 및 순찰하는 "青島艦隊→칭다오 함대"로도 알려져 있었다. 단대호는 3CF.

## 역사
제3견지함대는 지나방면함대를 지원하기 위해 1937년 10월 20일에 편성하였던 제4함대를 재편성하여 1939년 11월 15일에 창설되었다. 재편성된 무렵에는 해군의 수상작전은 끝난 뒤였기에 기함인 수상기 항공모함 미즈호와 수뢰정대로 제12전대 뿐이었다.
1940년 5월 1일, 미즈호가 연합함대로 전속하게 되어, 이와테가 기함을 이어받았다. 육상전력은 칭다오 지방 특별근거지대가 산둥반도에서초계임무를 맡고 있었다.
1942년 1월 15일, 남방으로 육전대를 보내기 위해 칭다오 방면 특별근거지대의 최소한의 인원을 남기면서 경비대로 작아졌는데, 4월 10일에 제3견지함대가 폐지되고, 육상전력이 칭다오 경비대로 통합되면서 다시 특별근거지대로 되돌려졌다.

## 조직

### 지휘부
| # | 계급 | 성명            | 취임일           | 이임일 | 추가 설명 |
| - | ---- | --------------- | ---------------- | ------ | --------- |
|   | 중장 | 노무라 나오쿠니 | 1939년 11월 15일 |        |           |
|   | 중장 | 시미즈 미쓰미   | 1940년 9월 30일  |        |           |
|   | 중장 | 스기야마 로쿠조 | 1941년 7월 5일   |        |           |
|   | 중장 | 가와세 시로     | 1941년 12월 16일 |        |           |

| # | 계급 | 성명            | 취임일           | 이임일          | 추가 설명                                        |
| - | ---- | --------------- | ---------------- | --------------- | ------------------------------------------------ |
| 1 | 소장 | 다다 다케오     | 1939년 11월 15일 |                 |                                                  |
| 2 | 대좌 | 가네코 시게루   | 1940년 8월 8일   | 1941년 4월 10일 | 칭다오 방면 특별근거지대 사령관                  |
| 3 | 대좌 | 오가타 마사카   | 1941년 5월 24일  |                 | 칭다오 방면 특별근거지대 사령관                  |
| 4 | 대좌 | 오스기 모리카즈 | 1941년 8월 20일  | 1942년 1월 15일 | 칭다오 방면 특별근거지대 및 칭다오 경비대 사령관 |

## 같이 보기
- 지나방면함대
  - 제1견지함대
  - 제2견지함대

## 참고

### 인용
1. ↑  古村啓蔵 2015, 298-300쪽.
2. ↑  戦史叢書91 1975, 358a-359쪽支那方面艦隊・第四艦隊新編と艦隊平時編制標準改定 ― 昭和十二年十月
3. ↑  戦史叢書72 1974, 431-432쪽第四艦隊及び第十軍の編成
4. ↑  戦史叢書91 1975, 432-435쪽三コ遣支艦隊の新編と第四艦隊の独立 ― 昭和十四年十一月十五日
5. ↑  戦史叢書79 1975, 128-130쪽支那方面艦隊の改編(遣支艦隊の創設)
6. ↑  戦史叢書79 1975, 130쪽.
7. ↑  生出寿 & 黛治夫 1996, 23쪽.
8. ↑  戦史叢書79 1975, 357d쪽第三遣支艦隊の廃止

### 자료
- 古村啓蔵 (2015년 4월). 《重巡十八隻　軍縮条約が生んだ最先端テクノロジーの結晶》 (일본어). 潮書房光人社. ISBN 978-4-7698-1590-7.
- 生出寿; 黛治夫 (1996년 6월). 《砲術艦長　黛治夫　海軍常識を覆した鬼才の生涯》 (일본어). 光人社〈光人社NF文庫〉. ISBN 4-7698-2124-7.
- 防衛研究所戦史室 (1974년 3월). 《中國方面海軍作戦＜1＞ 昭和十三年三月以前》. 戦史叢書 (일본어) 72. 朝雲新聞社.
- 防衛研究所戦史室 (1975년 1월). 《中國方面海軍作戦＜2＞》. 戦史叢書 (일본어) 79. 朝雲新聞社.
- 防衛研究所戦史室 (1975년 12월). 《大本營海軍部・聯合艦隊＜1＞》. 戦史叢書 (일본어) 91. 朝雲新聞社.